# Arya
"Arya" (và các biến thể của nó) là một từ có nghĩa là "quý tộc" (chư thánh hiền) từng được sử dụng như một tên tự gọi của các dân tộc Ấn-Iran. Từ này đã được sử dụng bởi các dân tộc Ấn-Arya từ thời Vệ-đà tại Ấn Độ như một tên gọi cho chính họ, cũng như để gọi những người thuộc tầng lớp quý tộc và vùng địa lý Āryāvarta nơi văn hóa Ấn-Arya bắt nguồn. Các dân tộc Iran cũng dùng thuật ngữ này để tự gọi trong văn bản tôn giáo Avesta, và chính cái tên Iran cũng bắt nguồn từ từ này. Vào thế kỷ XIX, người ta tin rằng đây là tên tự gọi của tất cả người Ấn-Âu nguyên thủy, một giả thuyết mà ngày nay đã bị bác bỏ. Các học giả chỉ ra rằng, thậm chí cả vào thời cổ đại, cái ý tưởng là một "Arya" đã mang tính tôn giáo, văn hóa và ngôn ngữ, không phải chủng tộc.